# ول ماری (ساسکاچوان)
ول ماری (به انگلیسی: Val Marie) یک منطقهٔ مسکونی در کانادا است که در ساسکاچوان واقع شده‌است. ول ماری ۱۳۷ نفر جمعیت دارد و ۷۹۵ متر بالاتر از سطح دریا واقع شده‌است.